# Hiesse
Hiesse ist eine französische Gemeinde mit 238 Einwohnern (Stand: 1. Januar 2022) im Département Charente in der Region Nouvelle-Aquitaine (vor 2016 Poitou-Charentes); sie gehört zum Arrondissement Confolens und zum Kanton Charente-Vienne. Die Einwohner werden Hiessois genannt.

## Geographie
Hiesse liegt etwa 55 Kilometer nordnordöstlich von Angoulême und wird umgeben von den Nachbargemeinden Pressac im Norden, Lessac im Osten, Confolens im Südosten, Ansac-sur-Vienne im Südosten und Süden, Alloue im Süden und Westen sowie Épenède im Westen und Nordwesten.

## Bevölkerungsentwicklung
| Jahr                       | 1793 | 1856 | 1901 | 1962 | 1968 | 1975 | 1982 | 1990 | 1999 | 2006 | 2019 |
| Einwohner                  | 530  | 558  | 602  | 445  | 422  | 383  | 342  | 295  | 277  | 251  | 243  |
| Quellen: Cassini und INSEE |      |      |      |      |      |      |      |      |      |      |      |

## Sehenswürdigkeiten
- Kirche Saint-Liphard aus dem 13. Jahrhundert, seit 1933 Monument historique
- Zoologischer Garten in La Colline Enchantée

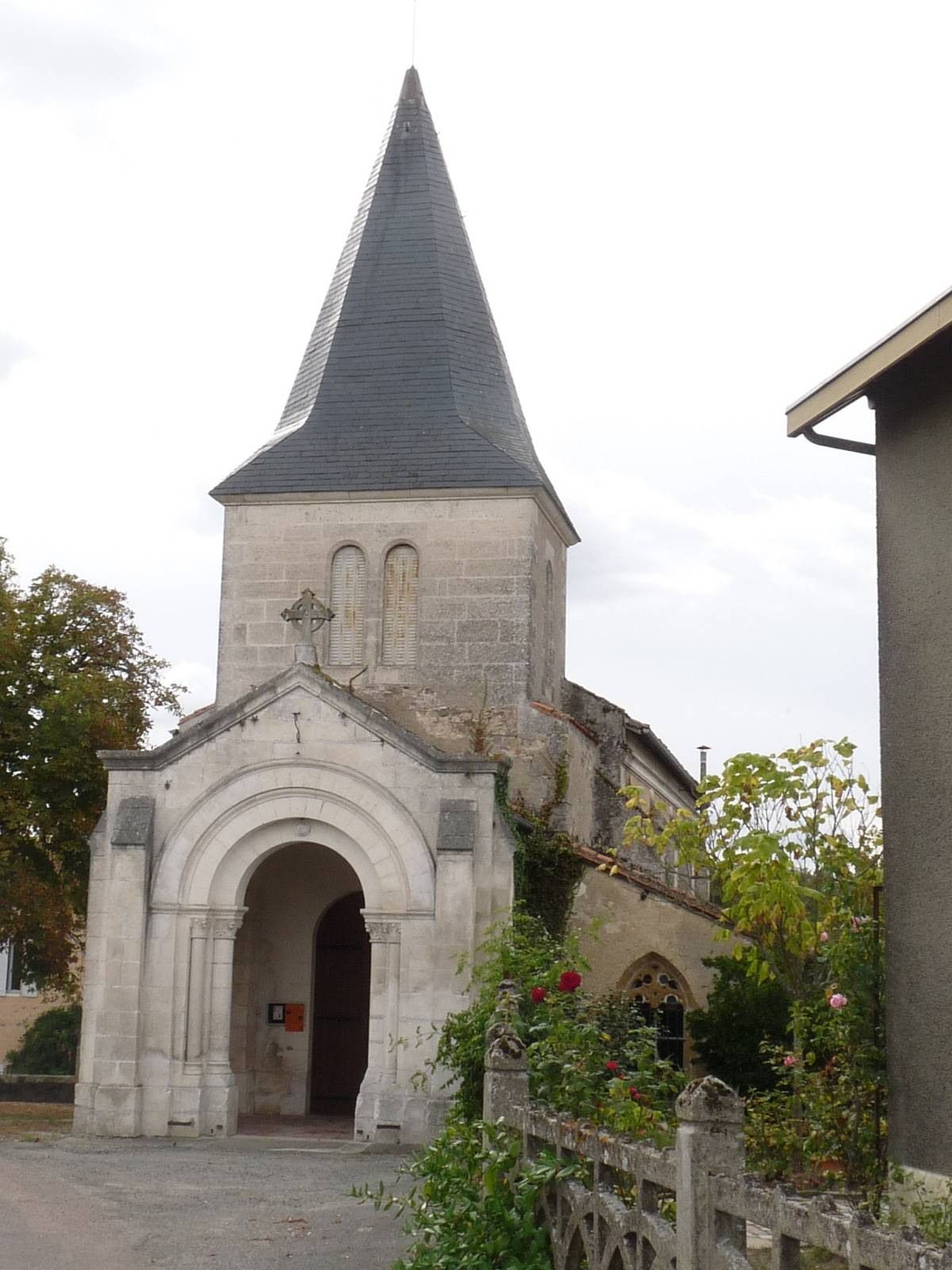
Kirche Saint-Liphard